# Zabrodzie (Wyszków)
Pour les articles homonymes, voir Zabrodzie.
Zabrodzie (prononciation : [zaˈbrɔd͡ʑe]) est un village polonais de la gmina de Zabrodzie dans le powiat de Wyszków de la voïvodie de Mazovie dans le centre-est de la Pologne.
Il est le siège administratif de la gmina appelée gmina de Zabrodzie.
Il se situe à environ 11 kilomètres au sud de Wyszków (siège du powiat) et à 43 kilomètres au nord-est de Varsovie (capitale de la Pologne).
Le village possède une population de 590 habitants en 2007.

## Histoire
De 1975 à 1998, le village faisait partie du territoire de la voïvodie d'Ostrołęka.

Depuis 1999, Zabrodzie est situé dans la voïvodie de Mazovie.